# Ачишхо
Ачишхо́, или Ачи́шхо (в переводе с абхазского «лошадиная гора», по другой версии «козья гора») — горный хребет на Западном Кавказе, расположен на территории Краснодарского края России в 10 км к северо-западу от посёлка Красная Поляна. Высота хребта достигает 2391 м, протяженность около 4 км.

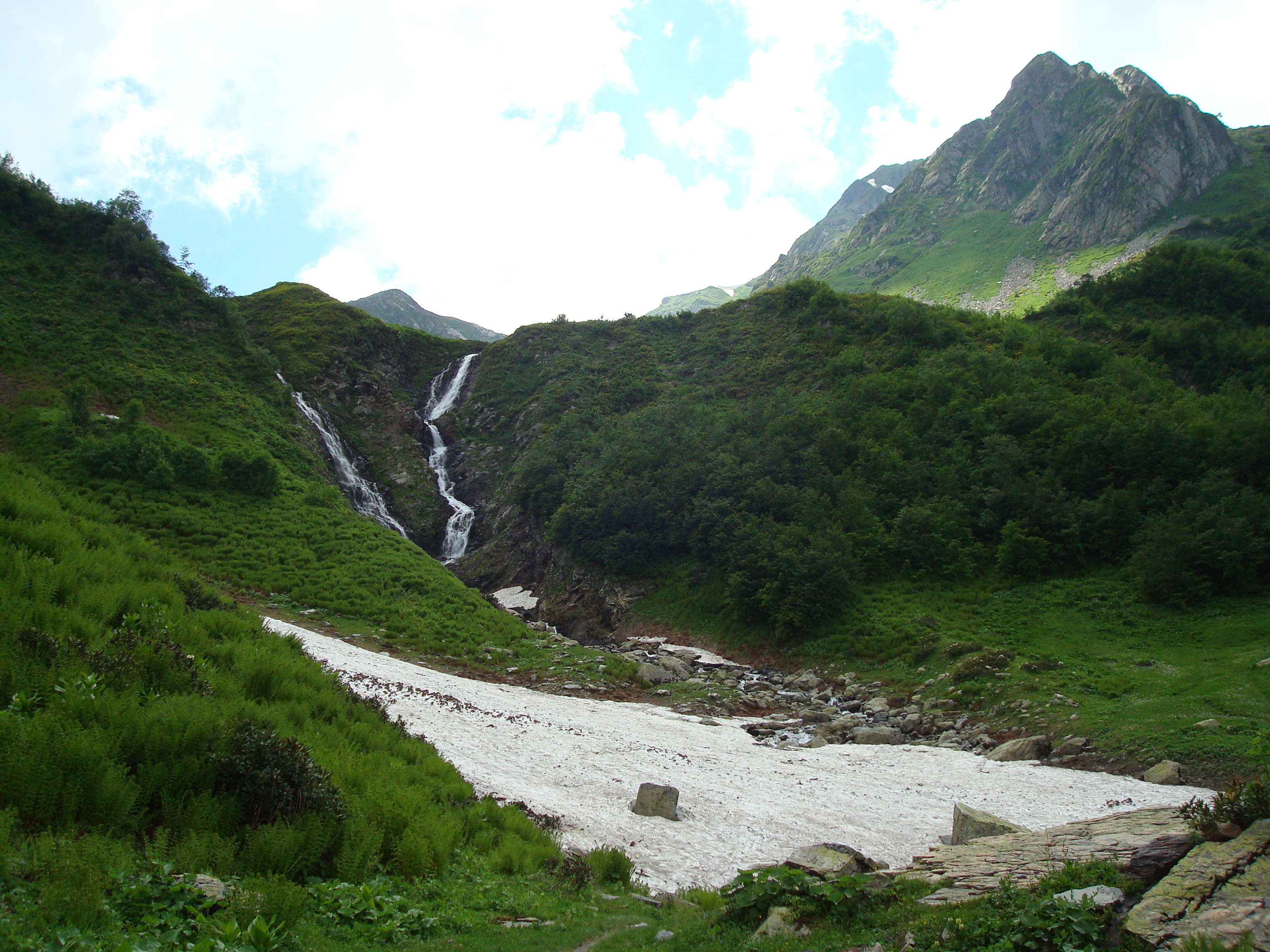
Ачипсинский водопад

Хребет сложен глинистыми сланцами и вулканическими (туфогенными) породами. Для ландшафтов хребта характерны древнеледниковые формы рельефа и пригребневые озёра (в том числе и карстовые). На склонах имеются каскадный Ачипсинский (в верховьях реки Ачипсе) и другие водопады. Склоны Ачишхо покрыты широколиственными, преимущественно буковыми, на севере пихтовыми лесами, на вершинах — горные луга.
Хребет находится в зоне влажного климата — годовое количество осадков до 3200 мм, наибольшее на территории России. Толщина устойчивого снежного покрова достигает 4,8 м. Количество солнечных дней не превышает 60—70 за год.
Хребет популярен у любителей пешего туризма. Имеются дольмены.